# فرانتس اشتروئر
فرانتس اشتروئر (انگلیسی: Franz Ströher; ۲۱ فوریهٔ ۱۸۵۴ – تاریخ ورودی نامعتبر است) کارآفرین و آرایشگر اهل آلمان بود، که در سال ۱۸۸۰ شرکت محصولات آرایشی و بهداشتی ولا را تأسیس کرد.